# Schalk Burger
Schalk Willem Petrus Burger (* 13. April 1983 in Port Elizabeth) ist ein südafrikanischer Rugby-Union-Spieler, der als Flügelstürmer für die südafrikanische Nationalmannschaft, Springboks genannt, und im Super Rugby für die Stormers spielt. Er wurde 2007 mit den Springboks Weltmeister.

## Karriere
Burger gewann vor seinem Debüt für Südafrika bei der Weltmeisterschaft 2003 gegen Georgien mit der U21-Auswahl den Weltmeistertitel. In seinem ersten Länderspieleinsatz legte er auch seinen ersten Versuch. Er kam im Laufe des Turniers zu zwei weiteren Einsätzen als Einwechselspieler. Er hatte im selben Jahr begonnen, im Currie Cup für die Western Province zu spielen. Sein erster Einsatz im Super Rugby folgte im nächsten Jahr. Unter Jake White wurde er 2004 gegen Irland erstmals in der Startformation aufgestellt. Im selben Jahr gelang Südafrika nach 1998 der zweite Titel bei den Tri Nations. Aufgrund herausragender Leistungen wurde er in jener Spielzeit zum IRB Player of the Year, also zum besten Spieler der Welt gewählt.
In den folgenden Monaten etablierte sich Burger als einer der stärksten Flügelstürmer der Welt, bis ihn eine Nackenverletzung 2006 außer Gefecht setzte. Vor dem operativen Eingriff sah es zunächst so aus, als könne er seine Karriere nicht fortsetzen. Diese Bedenken sollten sich jedoch nicht bestätigen. Im Mai 2007 kehrte er im Vorfeld der Weltmeisterschaft zurück. Er wurde für das WM-Turnier nominiert, nach einer gelben Karte für ein zu hohes Tackling im ersten Spiel gegen Samoa jedoch für vier Partien gesperrt. Nach Einspruch Südafrikas wurde seine Sperre auf zwei Spiele reduziert, sodass er noch in der Vorrunde zu seinem zweiten Einsatz in diesem Turnier kam. Er blieb bis zum Ende der WM in der Mannschaft und konnte den zweiten Weltmeistertitel Südafrikas feiern.
Nach enttäuschend verlaufenden Tri Nations wurde Burger für den Kader für die Novemberländerspiele 2008 nominiert. Es gelang den Südafrikanern, alle Spiele gegen die britischen Auswahlen zu gewinnen, unter anderem fügte man England die höchste Heimniederlage der Geschichte zu. Im Jahr 2009 gehörte er zum Kader Südafrikas beim Aufeinandertreffen mit den British and Irish Lions. Die Springboks gewannen die Serie gegen die Lions und das Tri-Nations-Turnier.
Seit 2014 spielt Burger für den Tokioter Verein Suntory Sungoliath in der japanischen Top League.
Sein Vater gleichen Namens spielte in den 1980er Jahren ebenfalls für die Springboks.